# Södermanlands runinskrifter 207
Sö 207 är en vikingatida runsten av sandsten i Överselö kyrka på Selaön, Överselö socken och Strängnäs kommun i Södermanland. 
Den är 130 cm hög, 65 cm bred vid basen och 85 cm bred samt 14 cm tjock. Runhöjden är 4–7 cm. Ett kors finns inristat.
Stenen upptäcktes ovanför ingången från vapenhuset till kyrkan, i samband med att kyrkan reparerades 1882. Ungefär en tredjedel av den ursprungliga ristningsytan på vänstra sidan är avslagen. Stenen restes mot södra kyrkväggen, vid sidan av Sö 205, öster om vapenhuset. Den har sedan flyttats.
Stenen står på Överselö kyrkas kyrkogård direkt till höger om runstenarna Sö 205 och Sö 377.

## Inskriften
Translitterering av runraden:
kuþr... ... (f)aþur sin · fur · hfila · hn · til · iklans · kuþ halbi · sil hns
Normalisering till runsvenska:
Guð... ... faður sinn. For hæfila hann til Ænglands. Guð hialpi sal hans.
Översättning till nusvenska:
Gudr- .... sin fader. Han for manligen till England. Gud hjälpe hans själ!

## Galleri

Runstenen Sö 207 vid Överselö kyrka år 1968
Runstenarna Sö 205, Sö 377 och Sö 207 utanför Överselö kyrka.